# غار حضرة
غار حضرة عبارة عن غار منحوت داخل تل جبلي بأحد الأماكن الأثرية في شمال المملكة العربية السعودية.

## الموقع
يقع غار حضرة في منطقة الجوف شمال المملكة العربية السعودية، يقع إلى الجنوب من بئر سيسرا بحوالي 200 متر.

## الوصف
غار حضرة وهو عبارة عن غار منحوت داخل تل جبلي، وتوجد فتحات دائرية صغيرة منتظمة في جدرانه، طريقة النحت تشبه إلى حد كبير نحت الثموديين في مدائن صالح، يعلو الغار في جهة اليمين بعض الرسومات والمخربشات الصخرية، وهي عبارة عن صورة جمل وصورة رجل يركب الجمل وكذلك صورة لرجلان ممسكان بأيديهما، وهي تشبه حالة اللعب أو الرقص إلى جانب بعض الوسوم والأشكال المنحوته المجردة.

## كتب المؤرخين
قد تحدث عن المؤرخ حمد الجاسر عن اسم الغار فقال: 
| غار حضرة | يتناقل أهل الجوف أن في سفح الحصن " يعني زعبل " قبراً أو مقاماً لأول صحابي يدعى (حضرة) وفد إلى هذه البلاد يدعونه باسم غريب لم أجده في أسماء الصحابة، وقد يكون هذا الرجل أقدم عهداً مما تصوروا | غار حضرة |